# 小闾水库
28°16′06″N 121°21′54″E / 28.26839°N 121.36507°E
小闾水库，位于中华人民共和国浙江省台州市玉环市沙门镇小闾村。

## 特点
小闾水库小间水库集雨面积4.34平方公里。1958年动工，1963年11月完工，1973年拆除老涵管回填黄泥，排除十坝漏水。1971年，再加固加高大坝。后因发现白蚁破坏等，1978年返工重建。1983年，堵塞老溢洪道。1992年12月至1993年12月，当地政府对下游渠道进行配套建设。2004年4月至2005年9月，实施除险加固。水库总库容302万立方米，正常库容256万立方米。